# Mark Bosnich
Mark Bosnich (Fairfield, 13 januari 1972) is een voormalig Australisch profvoetballer van Kroatische afkomst. Hij speelde als doelman.

## Clubvoetbal
Bosnich speelde als jeugdspeler enige tijd bij de Engelse topclub Manchester United, maar door problemen met het verkrijgen van een werkvergunning keerde hij terug naar Australië. Hier begon hij zijn profloopbaan bij Sydney Croatia. Vervolgens keerde Bosnich in februari 1992 terug naar Engeland om bij Aston Villa te gaan spelen. Bij deze club kende hij zijn beste periode. Bosnich won met Aston Villa in 1994 en 1996 de League Cup. In 1997 werd hij verkozen tot Oceanisch Voetballer van het Jaar. Bosnich leek klaar voor de Engelse top, maar zowel bij Manchester United (1999-2001) als bij Chelsea FC (2001-2003) wist hij niet te slagen. Eind december 2002 maakte de Engelse voetbalbond FA bekend dat Bosnich was aangeklaagd wegens het gebruik van cocaïne. Op 10 november van dat jaar was in de urine van de doelman sporen van cocaïne aangetroffen en op 19 december bleek ook de contra-expertise positief. Een week later besloot Chelsea FC zijn contract per direct te ontbinden. Bovendien werd Bosnich door de FA voor negen maanden geschorst. Dit was voor de Australische doelman aanleiding zijn carrière als profvoetballer te beëindigen.
In augustus 2008 maakte hij zijn comeback bij Central Coast Mariners. Hij tekende een contract voor zeven weken aangezien de eerste doelman voor vijf duels geschorst was.

## Nationaal elftal
Bosnich heeft ook 22 interlands voor het Australisch nationaal elftal gespeeld. In een WK-kwalificatieduel tegen de Salomonseilanden (13-0 winst) scoorde hij vanuit een strafschop zijn eerste doelpunt uit zijn profloopbaan. In 1997 was Bosnich met de Socceroos verliezend finalist op de Confederations Cup.